# Lotterberg (Kempten)
Lotterberg (auch Am Lotterberg) ist ein Stadtteil der kreisfreien Stadt Kempten (Allgäu). Dieser Ortsteil liegt im Norden der Stadt und grenzt an die Stadtteile Thingers, Breiten und Halden. Der Name Lotterberg bezieht sich wohl auf die Bodeneigenschaften der Erhebung: Es handelt sich um einen Berg mit zu lockerem („zu lotter“) Erdboden.

## Geschichte
Erste Erwähnungen für den Ort Lotterberg sind 1394 und 1427 überliefert. 1443/56 ist ein stiftkemptisches Lehensgut auf dem Lotterberg erwähnt. 1486 wurde das Gut als der Lotterberg auf der Rottach bezeichnet. 1593 sind etwa drei Güter belegt.
Lotterberg gehörte zur Hauptmannschaft Neuhausen, deren Gebiet 1818 bei der Gemeindebildung zur Ruralgemeinde Sankt Lorenz kam.
In einer Häuserstatistik um 1800 ist Lotterberg mit zwei Bauerngütern erwähnt, mit Flächen von 23,39 bzw. 55,18 Tagewerk, was zusammen 26,77 Hektar entspricht. Diese beiden Anwesen entsprechen den heutigen Straßenadressen Tilsiter Straße 22/24 bzw. Königsberger Straße 34/36. An der Südgrenze des letztgenannten Anwesens befindet sich auch die höchste Stelle der namensgebenden Erhebung Lotterberg mit einer Höhe von über 760 Metern.
Am 1. Oktober 1934 wurde Lotterberg aus der Ruralgemeinde Sankt Lorenz ausgemeindet und zusammen mit weiteren Ortschaften der Stadt Kempten angeschlossen. Im Jahr 1950 gab es in dem Ortsteil fünf Wohnungen. Noch 1966 war für das Dorf Lotterberg eine Einwohneranzahl von 22 Menschen verzeichnet. Spätestens ab den späten 1960ern fand eine rege Bauaktivität statt, die mit der von Thingers vergleichbar ist. Im Mai 1987 lebten in diesem Stadtteil 1661 Einwohner in 745 Wohnungen.